# Curel (Górna Marna)
Curel – miejscowość i gmina we Francji, w regionie Grand Est, w departamencie Górna Marna.
Według danych na rok 1990 gminę zamieszkiwało 485 osób, a gęstość zaludnienia wynosiła 64 osób/km².